# Canton d'Ouessant
Le canton de Ouessant est une division administrative française, située dans le département du Finistère et la région Bretagne.

## Composition
| Nom                  | Code Insee | Codepostal | Superficie (km2) | Population (dernière pop. légale) | Densité (hab./km2) |
| -------------------- | ---------- | ---------- | ---------------- | --------------------------------- | ------------------ |
| Ouessant (chef-lieu) | 29155      | 29242      | 15,58            | 893 (2012)                        | 57                 |

## Représentation

### Conseillers généraux de 1833 à 2015
- De 1833 à 1848, les cantons d'Ouessant et de Saint-Renan avaient le même conseiller général. Le nombre de conseillers généraux était limité à 30 par département[1].

| 1833-1848 : voir Canton de Saint-Renan |              |                                  |                         | |
| 1848                                   | 1853 (décès) | Christian Mazé-Launay            | Droite                  | Négociant à Brest, député (1849-1851) Propriétaire au Conquet                                                                                           |
| 1853                                   | 1856         | M. Thomas                        |                         | Aide-commis de la marine |
| 1856                                   | 1869         | Amédée Conseil                   | Majorité dynastique     | Député (1852-1869) Adjoint au Maire de Brest |
| 1869                                   | 1876 (décès) | Vice-amiral Aimé Reynaud         |                         | Ancien Préfet maritime |
| 1876                                   | 1883         | Vice-amiral Baron Octave Didelot | Droite                  | Ancien Préfet maritime Propriétaire du Manoir de Keroual à Guilers                                                                                      |
| 1884                                   | 1889         | Charles-Marie de Kergariou       | Droite royaliste        | Maire de Trébabu |
| 1889                                   | 1914 (décès) | Jean-Charles Chevillotte         | Droite monarchiste      | Armateur Député (1885-1889) Conseiller municipal de Brest                                                                                               |
| 1914                                   | 1919         | Prudent Gayet                    | Conservateur            | Médecin de la Marine |
| 1919                                   | 1937         | Pierre Mocaër                    | PDP                     | Courtier maritime à Brest Membre du parti régionaliste breton Adsao Rédacteur en chef du Buhèz Breiz                                                    |
| 1937                                   | 1940         | Anthony Gonin (1887-1962)        | Rad.ind.                | Chef de cabinet au Ministère de la Marine Marchande |
|                                        |              |                                  |                         | |
| 1943                                   | 1945         | Jean Masson                      |                         | Capitaine de vaisseau retraité Maire d'Ouessant Nommé conseiller départemental en 1943                                                                  |
|                                        |              |                                  |                         | |
| 1945                                   | 1951         | Anthony Gonin                    | RGR                     | Trésorier général de l'établissement des Invalides à Paris                                                                                              |
| 1951                                   | 1978 (décès) | André Colin                      | MRP puis CD             | Universitaire Ministre Député de 1945 à 1958 Sénateur de 1959 à 1978 Président du Conseil Général (1964-1978) Président du Conseil Régional (1976-1978) |
| 1978                                   | 2015         | Jean-Yves Cozan                  | UDF puis DVD puis MoDem | Conseiller technique Député (1986-1997) Maire-adjoint de Quimper (1977-1989) Conseiller régional (1986-1988 et 1998-2004) Journaliste, sociologue       |

Le comte Charles Marie de Kergariou, maire de Trébabu, fut en 1883 candidat royaliste pour devenir conseiller général du Finistère ; le journal La Presse décrit ainsi sa campagne électorale :

« Il y a dans le Finistère un gentilhomme du nom de Kergariou qui pose sa candidature au Conseil général pour le canton d'Ouessant. (...) Il a un manoir qui tombait en poussière il y a quelques années, et qu'un beau-père, roturier mais excessivement riche, a restauré. (...) Mr. de Kergariou s'est improvisé, depuis quelques semaines, et pour une période de trois mois seulement, marchand de langoustes, marchand de bois, marchand de filins et marchand de casiers. Il vend toutes ses marchandises à perte. Ainsi il achète les langoustes à 18 francs la douzaine et les revend seulement 15 francs. Il cède aux mêmes conditions tous les ustensiles de pêche que contient sa boutique. (...) Le noble candidat se propose de distribuer gratuitement du bois à ses électeurs.. s'il est élu. (...) »

.

### Conseillers d'arrondissement (de 1833 à 1940)
| Période                                  | Période      | Identité                                                 | Étiquette             | Qualité |
| ---------------------------------------- | ------------ | -------------------------------------------------------- | --------------------- | --- |
| 1833                                     | 1841         | Christian Mazé-Launay                                    |                       | Négociant en vins à Brest, propriétaire au Conquet                                                          |
| 1842                                     | 1848         | Joseph Marc Marie de Kersauson de Pénendreff (1798-1882) |                       | Avocat |
| 1848                                     |              | René de Bergevin                                         |                       | Commissaire de marine à Brest                                                                               |
|                                          |              |                                                          |                       | |
| 1871                                     |              | Gustave Le Guay                                          |                       | Sous-commissaire de la marine au Conquet                                                                    |
|                                          |              |                                                          |                       | |
| 1886                                     | 1898 (décès) | Albert-Marie Marzin (1856-1898)                          | Droite                | Notaire à Lannilis                                                                                          |
| 1898                                     | 1904         | Victor Marzin (1846-1916, frère du précédent)            | Droite                | Négociant à Argenton, Landunvez                                                                             |
| 1904                                     | 1919         | Jean-Marie Gentil                                        | RG                    | Juge de paix à Ouessant                                                                                     |
| 1919                                     | 1934         | Paul Noël                                                | Républicain démocrate | Négociant, adjoint au maire d'Ouessant                                                                      |
| 1934                                     | 1940         | Michel Mescoff (1883-1962)                               | PDP                   | Patron-pécheur, conseiller municipal d'Ouessant                                                             |
| 1940                                     |              |                                                          |                       | Les conseils d'arrondissement ont été suspendus par la loi du 12 octobre 1940 et n'ont jamais été réactivés |
| Les données manquantes sont à compléter. |              |                                                          |                       | |

## Démographie
| 1962  | 1968  | 1975  | 1982  | 1990  | 1999 | 2006 | 2011 | 2012 |
| ----- | ----- | ----- | ----- | ----- | ---- | ---- | ---- | ---- |
| 1 938 | 1 814 | 1 450 | 1 221 | 1 062 | 932  | 857  | 883  | 893  |